# Bernd Brodbek

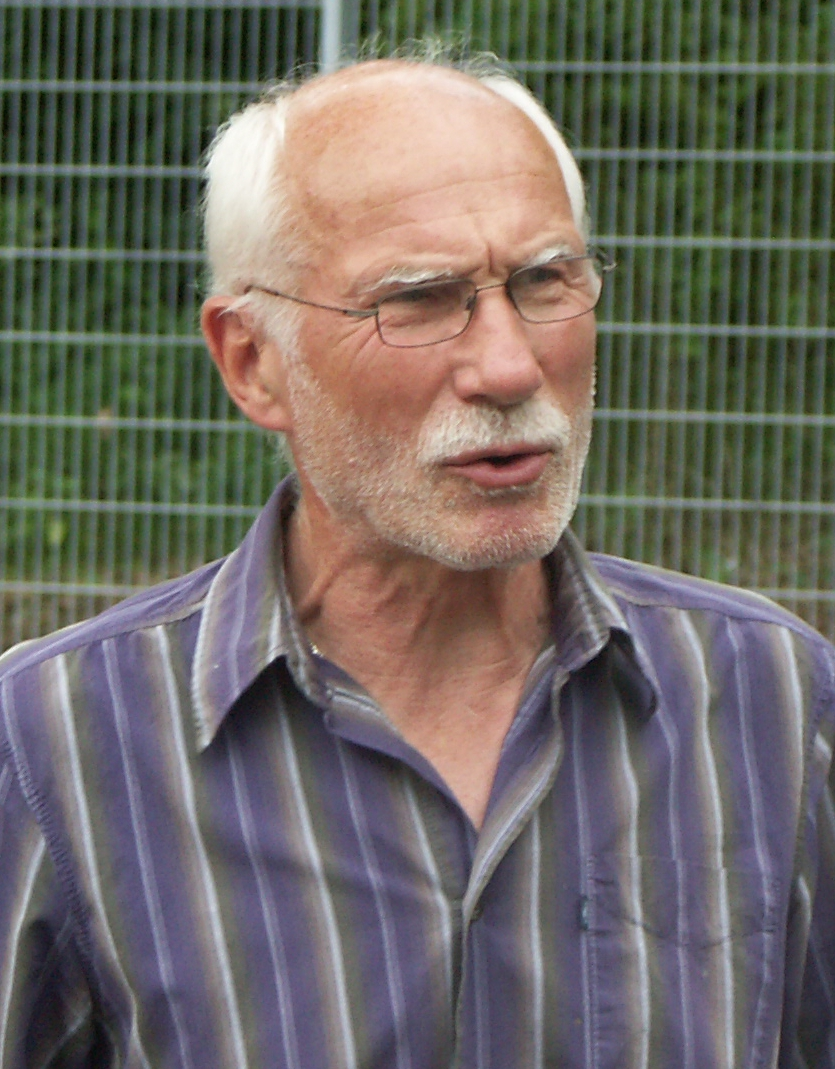
Bernd Brodbek (2011)

Bernhard Pius „Bernd“ Brodbek (* 4. August 1944; † 20. Mai 2023 in Wissen) war ein deutscher Fußballtorwart und -trainer.

## Karriere
Brodbek, der auf der Schwäbischen Alb geboren wurde, hütete bereits ab seinem 19. Lebensjahr – in den Spieljahren zwischen 1963/64 und 1965/66 – das Tor für Rot-Weiss Essen in der seinerzeit zweithöchsten deutschen Spielklasse, der Regionalliga West, und kam auf insgesamt 19 Einsätze. Anschließend wechselte der Torwart im Sommer 1966 zu den Sportfreunden Siegen.
In der Saison 1971/72 war er der Torhüter des VfL Klafeld-Geisweid 08 in der einzigen Regionalliga-Saison dieses Vereins. Nach Geisweid war er durch die Vermittlung einer Arbeitsstelle bei den damaligen Stahlwerken Südwestfalen gekommen. Nach dem Abstieg Klafelds schloss er sich abermals den Siegener Sportfreunden an, bevor er später seine fußballerische Laufbahn beim Siegerländer Bezirksligisten SV Fortuna Freudenberg beendete.
Brodbek war nach seinem aktiven Karriereende noch dem Fußball verbunden und unter anderem Mitglied der Sportgerichtsbarkeit im Fußball- und Leichtathletik-Verband Westfalen. Zudem war er in den letzten Jahren auch als Trainer aktiv und betreute unter anderem den SV Langenau 08 und VfB 07 Weidenau. Er starb im Mai 2023 im Alter von 78 Jahren nach langer, schwerer Krankheit im rheinland-pfälzischen Wissen.